# Koninkrijk Navarra
Navarra (Spaans: Navarra, Frans: [la] Navarre, Baskisch: Nafarroa) was een koninkrijk in het noorden van Spanje en het zuidwesten van Frankrijk, aan beide zijden van de Pyreneeën.
Oorspronkelijk sloeg de benaming enkel op een gebied ten zuiden van de Pyreneeën, waarvan de gedeeltelijk Baskische, gedeeltelijk Visigotische bevolking in de 8e en 9e eeuw een zelfstandig staatje stichtte, in de strijd tegen de opdringende Moren en de Franken. De stad Pamplona met het omliggende gebied was wellicht de oudste kern van het rijk.

## Geschiedenis
De eerste koning die als authentieke historische figuur herkenbaar is, was Sancho I (905–925). Hij voerde hevige strijd tegen Abd al-Rahman III. Onder zijn opvolgers was Navarra in feite een vazalstaat van het Spaanse kalifaat. In de 10e eeuw begon de interventie van Navarra in de strijd tussen de koninkrijken León en Castilië.
Koning Sancho III García, bijgenaamd de Grote (ca. 1000 – 1035) veroverde een deel van Baskenland, Castilië en een gebied ten noorden van de Pyreneeën, waardoor Navarra onder zijn bewind het machtigste rijk in Spanje werd. Voor zijn dood verdeelde hij zijn rijk onder zijn zonen, zodat het weer uiteen viel. Strijd tussen verschillende troonpretendenten en inmenging van Franse vorsten beheersten hierna enige eeuwen de geschiedenis van Navarra.
Theobald IV van Champagne erfde in 1234 het gehele koninkrijk Navarra via zijn moeder en volgde zijn oom Sancho VII van Navarra op. Navarra omvatte inmiddels ook gebieden ten noorden van de Pyreneeën. Na het uitsterven van het Huis Champagne in de mannelijke lijn met de dood van Hendrik I van Navarra in 1274, ontstond een hevige opvolgingsstrijd om Navarra tussen Frankrijk, Castilië en Aragon. Johanna, dochter van de laatste koning, koos ten slotte partij voor Frankrijk. Johanna trouwde in 1284 met de latere koning van Frankrijk Filips IV van Frankrijk.
Navarra behield onder Franse soevereiniteit zijn eigen wetten en instellingen. Telkens wanneer een telg uit het Franse koningshuis die de titel koning van Navarra droeg, ook koning van Frankrijk werd. In 1328 werd na de dood van Karel IV van Frankrijk Johanna, dochter van Lodewijk de Woelzieke, koningin van Navarra, de salische wet van mannelijke erfopvolging was niet van toepassing in Navarra in tegenstelling tot Frankrijk waar deze wet leidde tot het begin van de Honderdjarige Oorlog. Door haar huwelijk met graaf Filips III van Évreux ging Navarra over op het huis Capet-Évreux.
In 1425 volgde Blanca I van Navarra haar vader op. Blanca was getrouwd met koning Johan II van Aragón, een langdurige en harde opvolgingsstrijd volgde met zijn zoon Karel van Viana na de dood van Blanca en eindigde met de dood van Karel in 1461.  Dochter Eleonora I van Navarra getrouwd met Gaston IV van Foix volgde uiteindelijk haar vader op, daarna  vanaf 1479 haar kleinzoon Frans I van Foix van het huis Foix.
Het koninklijk gezag bestond echter alleen nog theoretisch en de koningen hadden al sinds lang geen enkele reële betekenis meer. Van deze feodale anarchie maakten de steden gebruik om hun macht en hun vrijheden uit te breiden. Ook Ferdinand II van Aragón profiteerde van deze verdeeldheid om in 1512 het zuiden van Navarra bij zijn eigen rijk in te lijven, waarna dit definitief in de Spaanse geschiedenis opging.
Het gebied ten noorden van de Pyreneeën (tegenwoordig Neder-Navarra, in het huidige Franse departement Pyrénées-Atlantiques) kon hij niet ontnemen aan het huis Albret, een Zuid-Frans geslacht, dat in 1484 door het huwelijk van Jan van Albret met Catharina van Foix, erfgename van Jan III van Navarra, geheel Navarra had verworven.

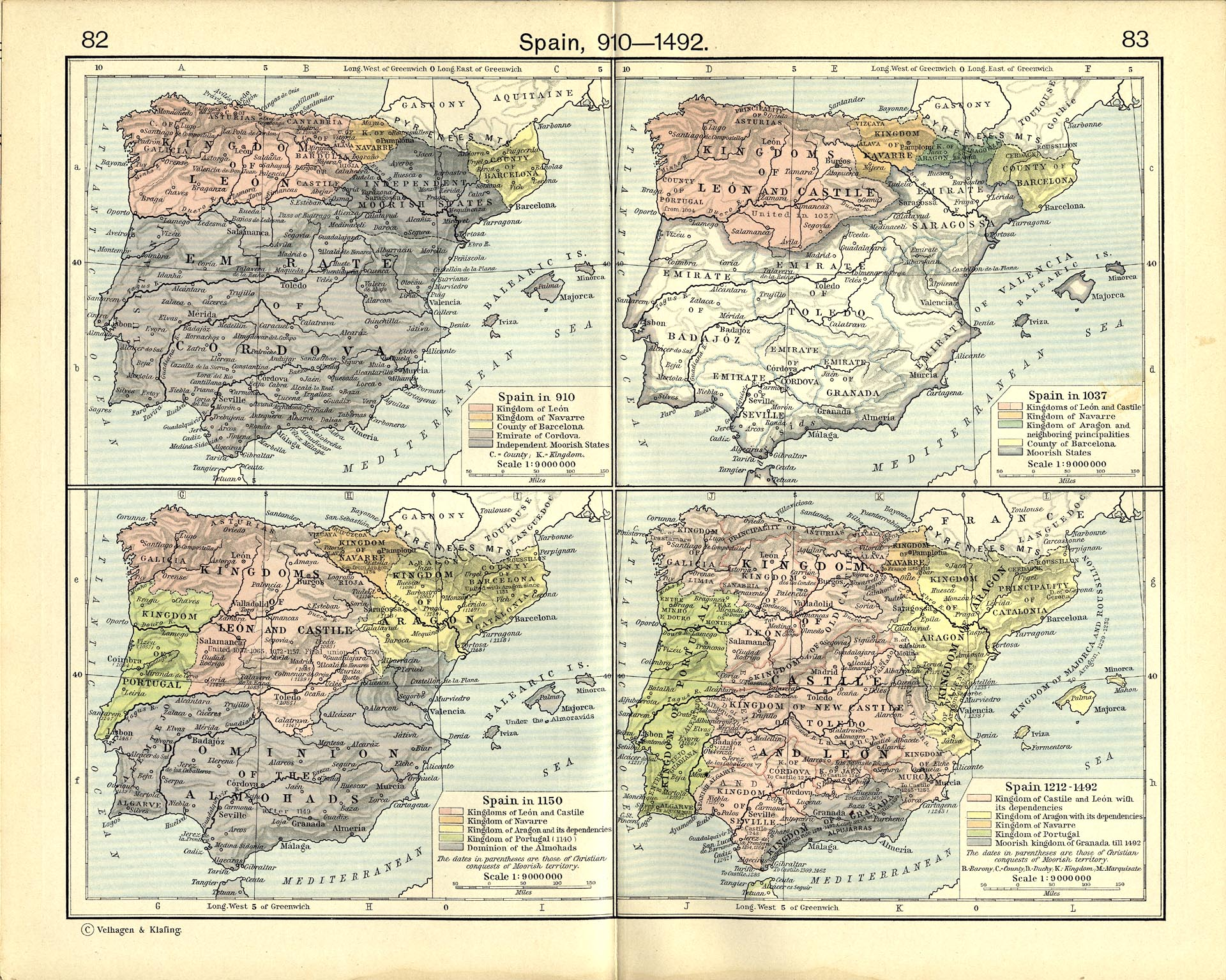
Navarra (oranje) in 910, 1037, 1150 en 1492 (klik voor vergroting)

Hendrik II, de zoon van Jan van Albret, trouwde met Margaretha, zuster van koning Frans I van Frankrijk. Hij probeerde vruchteloos het zuidelijke deel van Navarra opnieuw te annexeren.
Zijn dochter Johanna van Albret maakte van Navarra, nu gereduceerd tot Neder-Navarra, een calvinistische staat. Haar zoon Hendrik, die als Hendrik IV koning van Frankrijk werd, bracht uiteindelijk in 1589 dit koninkrijk Navarra onder de Franse kroon (zelf beweerde hij altijd dat het andersom was.). Officieel bleven Navarra en Frankrijk gescheiden koninkrijken (verbonden door een personele unie) tot 1620, toen koning Lodewijk XIII de landen verenigde. Tot aan de Franse Revolutie droegen de Franse koningen officieel de titel "koning van Frankrijk en Navarra"; ook de koningen Lodewijk XVIII en Karel X deden dit nog. Ook de Spaanse koningen bedienden zich overigens van de titel "koning van Navarra"; zij bezaten immers het grootste deel van het oude koninkrijk met de hoofdstad Pamplona.